# Villar del Arzobispo
Villar del Arzobispo è un comune spagnolo di 3 466 abitanti situato nella comunità autonoma Valenciana.